# Poiretia marginata
Poiretia marginata är en ärtväxtart som beskrevs av C.Mueller. Poiretia marginata ingår i släktet Poiretia och familjen ärtväxter. Inga underarter finns listade i Catalogue of Life.